# Чаробни стрелац
Чаробни стрелац је опера у три чина на немачком језику. Композитор ове опере је Карл Марија фон Вебер (1786—1826), док је аутор либрета по мотивима народне приче, Јохан Фридрих Кинд. „Чаробни стрелац“ се данас сматра за једну од првих опера из епохе Романтизма. 
Ова опера је имала премијеру 18. јуна 1821. у Краљевском позоришту у Берлину. Опера је одмах доживела успех, извођена је широм Европе, и постала је симбол рођења немачке романтичне опере. 
Опера „Чаробни стрелац“ је утицала на многе оперске композиторе, а нарочито на Рихарда Вагнера који се сматра за Веберовог музичког наследника.
Радња се дешава у Чешкој, након Тридесетогодишњег рата, око 1648. 

## Личности
- Отокар, војвода чешки (баритон)
- Куно, шумар (бас)
- Агата, његов кћи (сопран)
- Еншен, млада Агатина рођака (сопран)
- Каспар (бас) и Макс (тенор), млади ловци
- Замијел, црни ловац (говорна улога)
- Пустињак (бас)
- Килијан, богати сељак (баритон)
- Четири слушкиње (сопран)
- Ловци, сељаци, слуге, дворјани

## Радња
Макс (тен.) је заљубљен у Агату (соп.), ћерку шумара Куна (бас). Он жели да наследи Куна као шумар и да се ожени Агатом, али услов за то је да победи на такмичењу стрелаца. У првом покушају не успева. Каспар (бас) је продао своју душу злом духу Замијелу. Он уверава Макса да употреби магичне метке да би победио, и Макс то прихвата.
Агата је нервозна, а Еншен (соп.) је симрује. Макс се појављује и одмах одлази уз објашњење да иде да тражи јелена кога је убио у долини вукова. Тамо, усред привиђења и чудних звукова, Каспар припрема седам метака за Макса. Последњи од њих ће се понашати по вољи Замијела, али Макс за то не зна. 
Агата се припрема за свадбу са Максом. Јављају јој се ноћне море, али Еншен је опет теши. 
Користећи шест магичних метака, Макс побеђује на такмичењу стрелаца. Војвода му наређује да пуца у белу голубицу својим седмим пуњењем. Макс пуца, голубица одлети, а Агата пада непомична. Касније јој се враћа свест и изгледа да ју је пустњак спасао. Открива се да је Каспар мртав (убио га је бесни Замијел). Макс признаје да је био у савезу са злим Замијелом. 
Уз посредовање пустињака, војвода му одређује симболичну казну. Најављује се да ће се Макс и Агата венчати за годину дана. 

## Оркестрација
2 флауте, 2 обое, 2 кларинета, 2 тромбона; 4 хорне, 2 трубе, 3 тромбона; бубњеви; гудачи (виолине I, виолине II, алто виолине, виолончела, контрабасови)
Трајање: око 2 сата - 2 сата и 15 минута